# Dumasrücken
Dumasrücken är en bergstopp i Antarktis. Den ligger i Östantarktis. Nya Zeeland gör anspråk på området. Toppen på Dumasrücken är 2 616 meter över havet, eller 10 meter över den omgivande terrängen. Bredden vid basen är 0,60 km.
Terrängen runt Dumasrücken är huvudsakligen mycket bergig. Dumasrücken ligger uppe på en höjd som går i öst-västlig riktning. Trakten är obefolkad. Det finns inga samhällen i närheten.